# Aeroporto Antonio Nariño
O Aeroporto Antonio Nariño (IATA: PSO, ICAO: SKPS) é um terminal aéreo localizado na cidade de Chachagüí 35 kms do Pasto, Colômbia. O aeroporto tem o tráfego doméstico, além de charters, militares e privado. Pouco a modernização e ampliação do terminal e plataforma são esperados, bem como a melhoria da torre de controle, serviços gerais e bombeiros. Espera-se que esteja operacional em meados de 2016

## Descrição
A pista foi construída sobre um planalto 50 metros acima do terreno circundante, tantos pilotos Chamám-lo a transportadora Além disso, a pista é relativamente curto para a altitude em que o aeroporto está localizado.

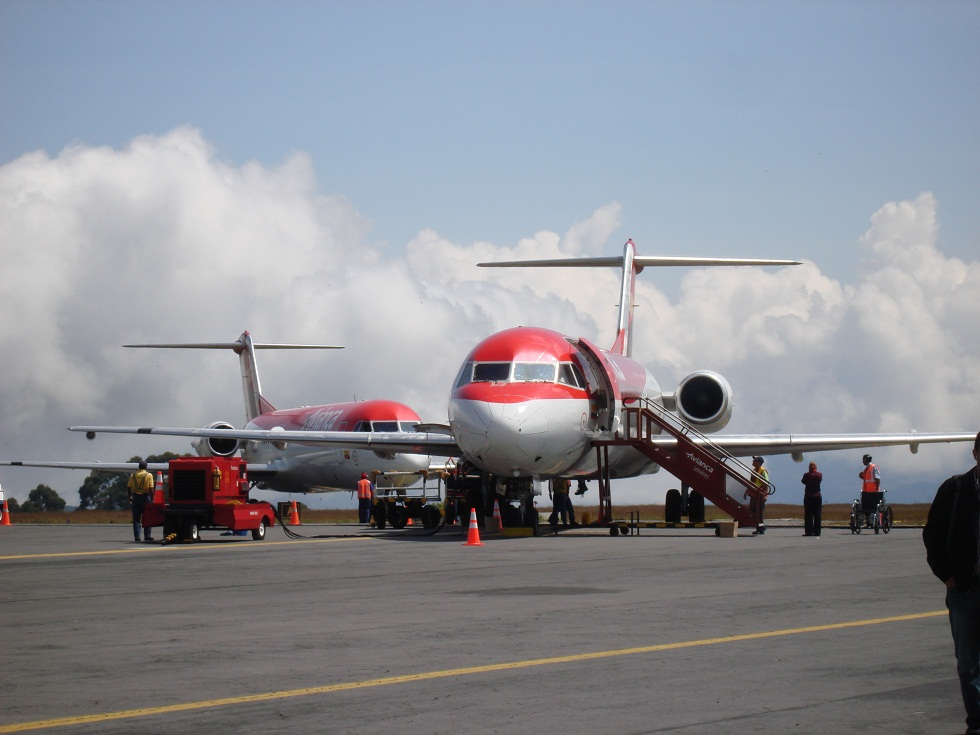
aeronaves Fokker 100 no aeroporto Antonio Nariño.

A orientação da pista é tal que é frequentemente inútil pela presença de ventos fortes que impedem a fora e pouso são conduzidas com segurança. Isso é comum nos meses de verão, especialmente em agosto.

## Destinos
| Companhias         | Cidades                       | Aliança       |
| ------------------ | ----------------------------- | ------------- |
| Avianca 2 destinos | Domésticos (2): Bogotá / Cáli | Star Alliance |
| Satena 1 destino   | Doméstico (1): Bogotá         | N/A           |

### Companhias aéreas que já operaram
- EasyFly
  - Cáli / Aeroporto Internacional Alfonso Bonilla Aragón

- LATAM Colômbia
  - Bogotá / Aeroporto Internacional El Dorado

## Avião Comercial
- Avianca
  - ATR 72
  - Airbus A318
  - Airbus A319

- Satena
  - Embraer 145
  - Embraer 170
  -  ATR-42-500